# When I Grow Up (film)
Pour les articles homonymes, voir When I Grow Up.
When I Grow Up est un film américain réalisé par Michael Kanin et sorti en 1951.

## Fiche technique
- Scénario : Michael Kanin
- Durée : 90 minutes
- Pays : USA
- Langue : anglais
- Couleur : noir et blanc
- Format : 1,37
- Son : mono
- Société : Horizon Pictures

## Distribution
- Bobby Driscoll : Josh / Danny Reed
- Robert Preston : Père Reed
- Martha Scott :